# Arnold Layne
"Arnold Layne" foi o primeiro single lançado pela banda britânica de rock psicodélico Pink Floyd, em 1967, pouco tempo após terem assinado contrato com a EMI. A música foi composta por Syd Barrett, co-fundador da banda e, originalmente, o líder do grupo. Ainda que não tenha sido incluída no primeiro álbum da banda, The Piper at the Gates of Dawn, "Arnold Layne" é disponibilizada em diversas compilações do grupo.

## Versão de Pink Floyd

### Música
A personagem do título da canção é uma travesti cujo principal passatempo é roubar roupas femininas. De acordo com Roger Waters, "Arnold Layne" foi, na verdade, baseado em uma pessoa real. Waters disse: "Tanto minha mãe quanto a de Syd tinham estudantes como inquilinos, porque havia uma escola de garotas acima, na estrada, então havia constantemente grandes varais de sutiãs e calcinhas, e 'Arnold', ou quem quer que ele fosse, arrancou algumas peças dos nossos varais."
Todavia, apesar de alcançar o Top 20 britânico, o incomum tema da canção, sobre travestismo, despertou a ira da Radio London, que considerou a música muito distante do "normal" para seus ouvintes, antes de proibir sua execução em suas estações.
O produtor Norman Smith queria que a banda regravasse a música produzida por Joe Boyd, após eles terem assinado com a EMI. Enquanto Waters e o tecladista Richard Wright estavam dispostos a tanto, Barrett, por sua vez, não estava satisfeito com a atual versão do estúdio, e argumentou contra uma nova gravação. Tentaram, pois, regravar a canção, por insistência da EMI (que, à época, só queria usar produtores da casa) mas, talvez devido à indiferença de Barret em faze-lo, as regravações não chegaram ao mesmo nível da sessão produzida por Boyd.
Boyd mencionou que "Arnold Layne" costumava durar de 10 a 15 minutos em concertos, com passagens instrumentais mais extensas, mas a banda sabia que teria de diminui-la para usá-la como single. Boyd também disse que o processo de gravação foi complexo, envolvendo uma edição intrincada, uma vez que a seção instrumental do solo de órgão de Wright foi gravado como uma pista separada, sendo emendada à canção, na mixagem.
A canção foi mixada em mono para o single. Ela nunca recebeu uma mixagem em estéreo, apesar de a fita master, com as quatro faixas, ainda estar disponível na EMI.

### Lista de faixas
1. "Arnold Layne" (2:52)
2. "Candy and a Currant Bun" (2:38)

Todas as faixas foram escritas por Syd Barrett.

### Equipe
- Syd Barrett — guitarra e vocais
- Roger Waters — baixo
- Richard Wright — órgão e backing vocal
- Nick Mason — bateria e percussão

## Versão de David Gilmour
David Gilmour, durante sua turnê solo de promoção do álbum On an Island, inesperadamente adicionou a música à setlist, próximo ao fim da turnê norte-americana, no show no Oakland Paramount Theatre, em 17 de abril de 2006. Essa versão foi cantada por Richard Wright, e permaneceu na setlist até 31 de maio.
Em 26 de dezembro de 2006, duas versões ao vivo da música (de shows de David Gilmour em maio de 2006, no Royal Albert Hall, como parte da turnê de On an Island) foram lançadas como single, que atingiu a 19ª posição na parada britânica. Uma versão teve David Bowie como convidado para os vocais. Ambas as versões foram disponibilizadas em Remember That Night, DVD de Gilmour.

### Lista de faixas
1. "Arnold Layne" (com David Bowie) — 3:30
2. "Arnold Layne" (com Richard Wright) — 3:23
3. "Dark Globe" — 2:23

Todas as faixas foram escritas por Syd Barrett.